# 껌선호
껌선호(베트남어: Hồ Cấm Sơn / 湖禁山)는 베트남 박장성 룩응안현에 있는 호수로서, 랑선성 경계 근처에 있다. 호수는 박장시의 북동쪽 279번 고속도로에 있다.
껌선호의 면적은 약 26km2지만 물이 불어나는 장마철에는 호수가 약 30km2까지 확장될 수 있다. 호수의 길이는 약 30km이다. 가장 넓은 지점은 약 7km이고 가장 좁은 지점은 약 200m이다.
호수 주변은 높은 산으로 둘러싸여 있고, 호수의 둑은 높은 나무들이 있다. 껌선호 일대를 중심으로 한 건설 계획 사업으로, 가까운 장래에 껌선호는 보트타기, 등산, 낚시, 여행 등 다양한 종류의 관광지를 갖춘 매력적인 휴양지가 될 것이다. 소수 민족들의 마을을 방문하고, 숲에 가는 등... 하노이에서 박장시까지 차로 약 51km 떨어진 호아강 하구가 98km 떨어진 곳까지 갔다가 껌선호로 바뀐다.

## 문학
1972년에 음악가 포득프엉은 "고향의 강"이라고 불리는 다큐멘터리를 위해 음악을 작곡했다. 껌선호는 당시 허베이성의 큰 관개 공사였다. 그리고 "껌선호의 만"라는 곡이 다큐멘터리의 음악에 삽입되었다. 그 후 작가는 자신의 노래를 "산정호수"라는 새로운 이름으로 소개했다.